# Tir amb arc als Jocs Olímpics
El tir amb arc és un esport que ha format part del programa oficial dels Jocs Olímpics d'Estiu des de la seva aparició en l'edició de 1900 celebrada a París (França).
Durant les primeres edicions, de 1900 a 1920, un competidor podia participar en més d'un esdeveniment. Absent el programa entre el 1924 i el 1968, el tir amb arc va ser reintroduït als Jocs Olímpics d'estiu de 1972 a Múnic (República Federal d'Alemanya) amb una prova masculina i una altra femenina i amb una normativa clara i precisa impulsada per la Federació Internacional de Tir amb arc (FITA). A partir de 1988 s'introduïren les competicions per equips.
Els grans dominadors d'aquest esport són Corea del Sud i els Estats Units.

## Proves

### 1900-1920
En aquest període no estava molt clar el criteri a seguir quant a les proves disputades, motiu pel qual cada olimpíada tingué proves diferents de les altres.

### A partir de 1972
| Edició                             | 72 | 76 | 80 | 84 | 88 | 92 | 96 | 00 | 04 | 08 | 12 | 16 | 20 | 24 |
| ---------------------------------- | -- | -- | -- | -- | -- | -- | -- | -- | -- | -- | -- | -- | -- | -- |
| Programa actual                    |    |    |    |    |    |    |    |    |    |    |    |    |    |    |
| Ronda olímpica masculina           | -  | -  | -  | -  | -  | X  | X  | X  | X  | X  | X  | X  | X  | X  |
| Ronda olímpica femenina            | -  | -  | -  | -  | -  | X  | X  | X  | X  | X  | X  | X  | X  | X  |
| Ronda olímpica, equip masculí      | -  | -  | -  | -  | -  | X  | X  | X  | X  | X  | X  | X  | X  | X  |
| Ronda olímpica, equip femení       | -  | -  | -  | -  | -  | X  | X  | X  | X  | X  | X  | X  | X  | X  |
| Ronda olímpica, equips mixts       | -  | -  | -  | -  | -  | -  | -  | -  | -  | -  | -  | -  | X  | X  |
| Programa eliminat                  |    |    |    |    |    |    |    |    |    |    |    |    |    |    |
| Doble ronda masculina              | X  | X  | X  | X  | -  | -  | -  | -  | -  | -  | -  | -  | -  | -  |
| Doble ronda femenina               | X  | X  | X  | X  | -  | -  | -  | -  | -  | -  | -  | -  | -  | -  |
| Doble ronda eliminatòria masculina | -  | -  | -  | -  | X  | -  | -  | -  | -  | -  | -  | -  | -  | -  |
| Doble ronda eliminatòria femenina  | -  | -  | -  | -  | X  | -  | -  | -  | -  | -  | -  | -  | -  | -  |
| Ronda eliminatòria, equip masculí  | -  | -  | -  | -  | X  | -  | -  | -  | -  | -  | -  | -  | -  | -  |
| Ronda eliminatòria, equip femení   | -  | -  | -  | -  | X  | -  | -  | -  | -  | -  | -  | -  | -  | -  |
| Proves                             | 2  | 2  | 2  | 2  | 4  | 4  | 4  | 4  | 4  | 4  | 4  | 4  | 5  | 5  |

## Medaller
en cursiva: comitès nacionals desapareguts.
Actualització: Jocs Olímpics de París 2024.
| Posició | País            | Or | Plata | Bronze | Total |
| 1       | Corea del Sud   | 32 | 10    | 8      | 50    |
| 2       | Estats Units    | 14 | 11    | 10     | 35    |
| 3       | Bèlgica         | 11 | 7     | 3      | 21    |
| 4       | França          | 7  | 12    | 8      | 27    |
| 5       | Itàlia          | 2  | 3     | 4      | 9     |
| 6       | Regne Unit      | 2  | 2     | 5      | 9     |
| 7       | R.P. de la Xina | 1  | 7     | 2      | 10    |
| 8       | Unió Soviètica  | 1  | 3     | 3      | 7     |
| 9       | Finlàndia       | 1  | 1     | 2      | 4     |
| 9       | Ucraïna         | 1  | 1     | 2      | 4     |
| 11      | Austràlia       | 1  | 0     | 2      | 3     |
| 12      | Països Baixos   | 1  | 1     | 1      | 3     |
| 13      | Turquia         | 1  | 0     | 1      | 2     |
| 14      | Espanya         | 1  | 0     | 0      | 1     |
| 15      | Japó            | 0  | 3     | 4      | 7     |
| 16      | Alemanya        | 0  | 3     | 2      | 5     |
| 17      | Rússia          | 0  | 3     | 1      | 4     |
| 18      | Xina Taipei     | 0  | 2     | 2      | 4     |
| 19      | Suècia          | 0  | 2     | 0      | 2     |
| 20      | Mèxic           | 0  | 1     | 3      | 4     |
| 21      | Polònia         | 0  | 1     | 1      | 2     |
| 22      | Indonèsia       | 0  | 1     | 0      | 1     |
| 23      | Equip Unificat  | 0  | 0     | 2      | 2     |
| Total   | Total           | 71 | 69    | 61     | 201   |

## Medallistes més guardonats

### Categoria masculina
| Nom                | CON     | Anys       | Or | Plata | Bronze | Total |
| Hubert Van Innis   | Bèlgica | 1900, 1920 | 6  | 3     | 0      | 9     |
| Julien Brulé       | França  | 1920       | 1  | 3     | 1      | 5     |
| Louis Van de Perck | Bèlgica | 1920       | 2  | 2     | 0      | 4     |
| Eugène Grizot      | França  | 1908, 1920 | 1  | 2     | 1      | 4     |
| Léonce Quentin     | França  | 1920       | 0  | 3     | 1      | 4     |

### Categoria femenina
| Nom            | CON           | Anys      | Or | Plata | Bronze | Total |
| Kim Soo-Nyung  | Corea del Sud | 1988-2000 | 4  | 1     | 1      | 6     |
| Park Sung-Hyun | Corea del Sud | 2004-2008 | 3  | 1     | 0      | 4     |
| Ki Bo-Bae      | Corea del Sud | 2012-2016 | 3  | 0     | 1      | 4     |
| Yun Mi-Jin     | Corea del Sud | 2000-2004 | 3  | 0     | 0      | 3     |
| Matilda Howell | Estats Units  | 1904      | 3  | 0     | 0      | 3     |
| Jessie Pollock | Estats Units  | 1904      | 1  | 0     | 2      | 3     |
| Emma Cooke     | Estats Units  | 1904      | 0  | 3     | 0      | 3     |